# Francesc Todó i Garcia
Francesc Todó i Garcia (Tortosa, 1922 - les Borges del Camp o Barcelona, 20 de novembre de 2016) fou un pintor català. Estudià a l'escola de la Llotja el 1942 i el 1946 exposà per primer cop a la Sala Vinçon de Barcelona.

## Biografia
El pare del Todó tenia una botiga de teixits a Tortosa. L'any 1931, quan el futur pintor tenia 9 anys, la seva família es va traslladar a viure a Barcelona. Allà, va descobrir la seva vocació d'artista quan va veure uns quadres del Joaquim Mir en una galeria d'art. Tot i haver viscut a Barcelona gran part de la seva vida, el pintor sempre es va considerar tortosí.
El 1946, va exposar per primera vegada a la Sala Vinçon, i com aquesta primera prova de la vida d'artista no li va anar malament, es va poder casar. Uns quants anys més tard, del 2 al 22 d'octubre del 1948, Todó, juntament amb Modest Cuixart i Tàpies, Maria Girona i Benet, Josep Hurtuna, Jordi Mercadé i Farrés, Ramon Rogent i Perés, Albert Ràfols-Casamada, Josep Maria de Sucre i de Grau, Jacint Morera i Pujals, Pere Tort i Antoni Tàpies i Puig va participar en el Primer Saló d'Octubre a les Galeries Laietanes. El 1952 guanyà el premi de gravat Rosa Vera i el 1954 l'especial de dibuix del Tercer Saló del Jazz.
Aconseguí una beca el 1954 i viatjà per França, Bèlgica, Països Baixos i Gran Bretanya, alhora que participava en el Saló de maig de Barcelona. Exposà individualment sovint a Madrid, París (1962), Palma (1962), Bilbao (1966), València (1967) i Illinois (1967).
El 1969 cobrí una plaça de professor de pintura a la Universidad de los Andes a Bogotà per un any, i també exposà a Cali i a Ciutat de Mèxic. Després tornà a Barcelona. A partir del 2007, visqué a les Borges del Camp, al Camp de Tarragona.
Va fer les escenografies d' Una voce in off, de Xavier Montsalvatge (1962) i del Bestiari, de Joan Oliver (1972). Ha realitzat gravats, monotips, dibuixos i pintures. Després d'un postimpressionisme convencional esquematitzà la figuració fins a arribar a la pintura de màquines complexes i pulcres, tot sintonitzant amb els defensors de l'art social. En aquest gènere va fer els murals barcelonins de la Mútua Metal·lúrgica el 1959. Més tard evolucionà cap a unes representacions clares, planes i precises de caràcter intimista i nostàlgic, que ell anomenà genèricament La Catalunya tronadeta. El 2001 va rebre la Creu de Sant Jordi en reconeixement de la seva trajectòria. Hi ha obra seva a diversos museus catalans, com el Museu de Terrassa, el Museu d'Art Modern de Tarragona o el Museu de Badalona, entre d'altres.